# Métrica védica

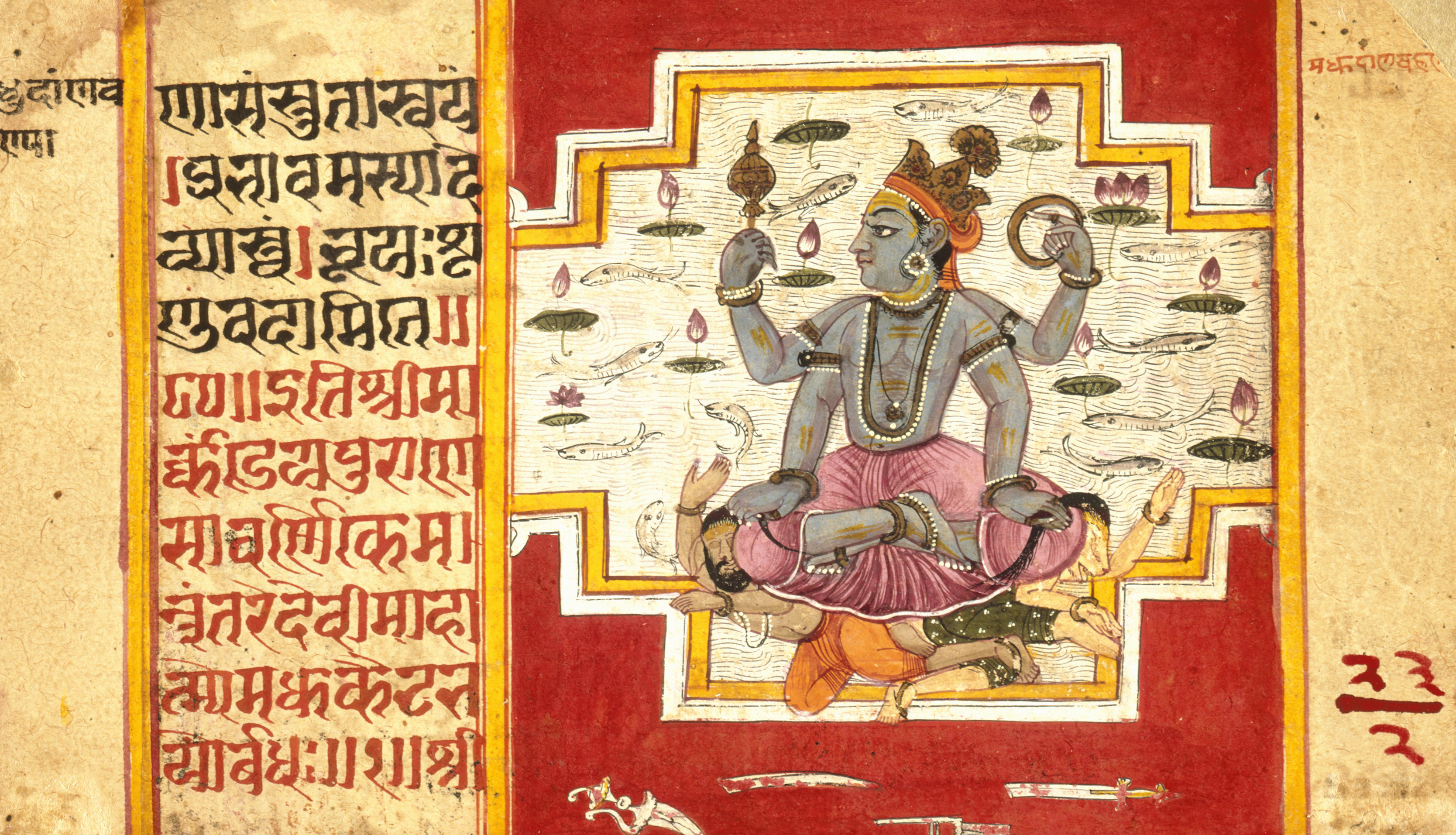
Ilustração.

A Métrica Védica, também conhecida como Chandas ou Métrica dos Versos Védicos, ou simplesmente Versos dos Vedas, tem uma variedade de diferentes métricas. São divididos por número de padas em um verso, e por número de sílabas em um pada. Chanda (छंदः), o estudo da métrica védica, é uma das seis disciplinas da Vedanga, ou "órgãos dos vedas".
- jágatī: 4 padas de 12 sílabas
- triṣṭubh: 4 padas de 11 sílabas
- virāj: 4 padas de 10 sílabas
- anuṣṭubh: 4 padas de 8 sílabas, esse é o típico shloka (sloka) da posterior poesia hindu
- gāyatrī: 3 padas de 8 sílabas

Nenhum tratado que discute exclusivamente sobre a métrica védica sobreviveu. A mais antiga obra preservada é o Chandas-shastra, na transição da poesia sânscrita védica à clássica (épica). Fontes posteriores são o Agni Purana, baseado no Chandas shastra, capítulo 15 do Bharatiya Natyashastra, e capítulo 104 do Brihat-samhita. Todas essas obras datam aproximadamente à Baixa Idade Média. Vrittaratnakara de Kedarabhatta, datando aproximadamente do século XIV, é amplamente conhecido, mas não discute a métrica védica. O Suvrittatilaka de Kshemendra também foi influencial, e valioso pelas suas citações de autores antigos.